# Jules Destrée

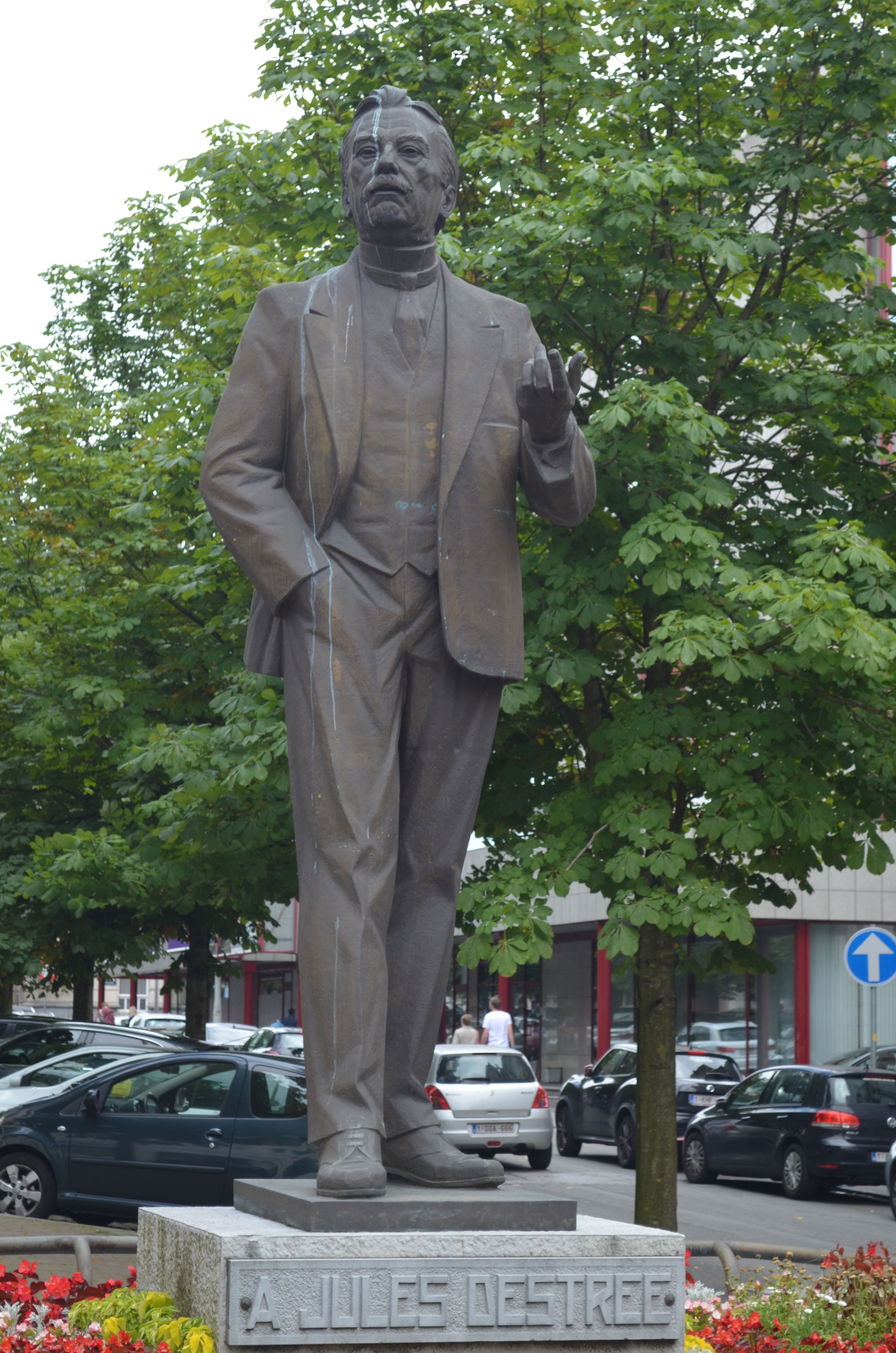
Standbeeld in Charleroi door Alphonse Darville (1956)

Jules Destrée (Marcinelle, 21 augustus 1863 - Brussel, 3 januari 1936) was een Belgisch politicus en doctor in de rechten. Hij was actief in de Belgische Werkliedenpartij (BWP). Hij ging de geschiedenis in met de volgende zinsnede uit zijn open brief aan koning Albert I:

« Sire, (...) Vous régnez sur deux peuples. Il y a en Belgique, des Wallons et des Flamands; il n'y a pas de Belges. »
 Sire, u regeert over twee volkeren. In België zijn er de Walen en de Vlamingen; er zijn geen Belgen.

## Levensloop
Zijn vader was ingenieur in de chemische industrie in Marcinelle en Couillet en werd later professor. Jules zelf was een begaafd student die al op twintigjarige leeftijd doctor in de rechten werd aan de Université Libre de Bruxelles (ULB). Zijn jongere broer, Olivier-Georges, werd kloosterbroeder, eerst in Maredsous, later in de Abdij van Keizersberg in Leuven. Naast zijn werk als advocaat aan de balie van Charleroi, hing Jules graag rond in de artistieke en literaire kringen van zijn tijd. Zo leerde hij de etser Auguste Danse kennen, wiens dochter Marie hij in 1889 huwde. Na de Eerste Wereldoorlog werd hij stafhouder van de Brusselse Orde van Advocaten.
De Waalsgezinde Destrée was aanvankelijk militant van de Liberale Partij, waarna hij politiek actief werd voor de socialistische BWP. Namens deze partij zetelde hij van 1894 tot aan zijn dood voor het arrondissement Charleroi in de Kamer van volksvertegenwoordigers.
In de Kamer nam Destrée herhaaldelijk deel aan debatten betreffende de taalkwestie. In 1898 stemde hij voor de Gelijkheidswet, wat hem een aanval van de Ligue wallonne van Luik opleverde. Destrées houding inzake de taalkwestie hield in eerste instantie in dat hij bereid was om tegemoet komen aan de onrechtvaardigheden waarvan de Vlamingen slachtoffer waren, maar dat dit geen afbreuk mocht doen aan de rechten van de Franse taal. Zo was hij lange tijd een tegenstander van de vernederlandsing van de Rijksuniversiteit Gent en was hij zeer gehecht aan België.
Hij publiceerde ook vele en uiteenlopende geschriften; naast verhalend proza, politieke en sociale werken ook studies over kunstenaars, waaronder Odilon Redon en Rogier van der Weyden. Het Waalse engagement van Destrée uitte zich vooral op cultureel vlak, waarbij hij het Waalse patrimonium en de Waalse kunstenaars naar waarde wilde doen schatten.

## Brief aan de Koning, over de scheiding van Vlaanderen en Wallonië
Volgens Destrée bestond België uit twee afzonderlijke entiteiten, Vlaanderen en Wallonië, en was er geen "Belgisch" nationaal gevoel mogelijk. In 1906 verschijnt hierover zijn werk « Une idée qui meurt: la patrie ». In de Revue de Belgique van 15 augustus 1912 verwoordde hij dit in zijn bekende « Lettre au roi sur la séparation de la Wallonie et de la Flandre », waarin hij schrijft:

Er zijn geen Belgen, Sire. België is een politieke Staat, vrucht van de diplomatie. Het werd kunstmatig samengesteld, het heeft géén nationaliteit. Welk een tegenstelling tussen Vlaanderen en Wallonië! De aardbodem is verschillend, de mensen die deze streken bewonen zijn anders en hun zielen zijn zo verschillend als hun landschappen. Hun werkzaamheden is voor de een de landbouw, voor de ander de nijverheid. De Vlaming is langzaam, koppig, geduldig en ordelijk, de Waal is vlug, wispelturig en regelziek. De gevoeligheid is anders: wat de een geestdriftig maakt, laat de ander koud en wekt misschien zelfs afkeer op. (...) De Waal hoort toe aan de Latijnse beschaving en de Vlaming aan de Germaanse cultuur. Er zijn dus in België Walen en Vlamingen, er zijn géén Belgen. (...) In 1830 werd het evenwicht gebroken ten nadele van de Vlamingen. De revolutie tegen Holland was ontstaan en werd versterkt met de steun van Frankrijk. De voorlopers daarvan waren Walen.
— Jules Destrée, 15 augustus 1912, in zijn Lettre au roi sur la séparation de la Wallonie et de la Flandre

"Il y a en Belgique des Wallons et des Flamands. Il n'y a pas de Belges", wordt tot op heden geciteerd. In tegenstelling tot wat de titel van zijn brief suggereert, pleitte hij niet voor een daadwerkelijke splitsing van België maar voor een soort federale staat; dit in de eerste plaats uit vrees dat het dichtbevolkte Vlaanderen een unitair België zou overheersen.

Une Belgique faite de l'union de deux peuples indépendants et libres, accordés précisément à cause de cette indépendance réciproque, ne serait-elle pas un État infiniment plus robuste qu'une Belgique dont la moitié se croirait opprimée par l'autre moitié?
— Jules Destrée, 15 augustus 1912, in zijn Lettre au roi sur la séparation de la Wallonie et de la Flandre

In deze brief haalde Destrée zwaar uit naar de Vlamingen die hij verweet de Walen zowat alles ontnomen te hebben. Reeds eind september 1912 schreef Hippoliet Meert, leraar aan het Koninklijk Atheneum van Gent en stichter van het Algemeen Nederlands Verbond, een vlammende reactie op zijn brief, waarin hij punt voor punt de verwijten van Destrée ontkrachtte. Dit antwoord werd als brochure verspreid op 100.000 exemplaren in het Frans en 30.000 exemplaren in het Nederlands.
Destrées uitspraken over Brussel tonen zeer duidelijk het racisme van zijn brief, in de eigenlijke betekenis van het woord. Hij noemde de Brusselaars veroordelend "bastaards" en een "agglomeraat van metissen". De inferioriteit van metissen stond voor hem buiten kijf, het onvermijdelijke resultaat van rassenvermenging.

## Reactie van de Koning
De koning liet aan zijn secretaris, Jules Ingenbleek, weten:

J'ai lu la lettre de Destrée qui, sans conteste, est un littérateur de grand talent. Tout ce qu'il dit est absolument vrai, mais il est non moins vrai que la séparation administrative serait un mal entraînant plus d'inconvénients et de dangers de tout genre que la situation actuelle.

Ik heb de brief gelezen van Destrée, die ontegensprekelijk een groot literair talent is. Al wat hij zegt is absoluut waar, maar het is niet minder waar dat de administratieve scheiding een kwaad zou zijn dat meer nadelen en gevaren van alle slag zou meebrengen dan de huidige situatie.

— Koning Albert I, als reactie op de open brief van Destrée

## Verdere carrière
Na de Duitse inval in 1914 ging Jules Destrée, op verzoek van de Belgische regering, in ballingschap in Frankrijk. Hij ging de Belgische zaak bepleiten in Londen, Parijs en Rome, en ging ook op diplomatieke zending naar Sint-Petersburg en naar China in 1918.
Van 1919 tot 1921 was hij minister van Kunsten en Wetenschappen. Hij stelde bij wet van 15 oktober 1921 het Fonds des mieux doués (Het Fonds der Meestbegaafden) in, om de studies van hoogbegaafde kinderen uit minder begoede families te bekostigen. In 1920 stichtte hij de Académie royale de langue et de littérature françaises de Belgique (Koninklijke Academie voor de Franse taal en letterkunde van België).
Tussen 1919 en 1923 was hij actief lid bij de afdeling landschappen van de Koninklijke commissie voor Monumenten en Landschappen.
Als minister is Destrée ook bekend van de Wet-Destrée uit 1921. Deze wet beoogde via het stimuleren van bibliotheekvoorzieningen een aanvulling te scheppen op het sinds 1914 verplichte lager onderwijs en een nuttige vrijetijdsbesteding te verschaffen aan de werkende klasse. De wet voorzag in het oprichten, ontwikkelen en vermenigvuldigen van voor ieder toegankelijk openbare bibliotheken.
In 1930 publiceerde hij een kleine artistieke studie: De Meester van Flemalle (Robert Campin). 
In 1931 werd hij voorzitter van een internationaal congres in Athene waar vooral Europese architecten, restaurateurs en monumentenzorgers samenkwamen.  Deze samenkomst was het initiatief van de Franse Office International des Musées, waarvan Destrée ook lid was. De tekst die er werd opgesteld streefde naar een internationaal referentiekader voor het behoud en de restauratie van monumenten. Het charter van Athene zette in 1931 de krijtlijnen uit waarop meer dan dertig jaar later in 1964 het charter van Venetië is uitgewerkt en dat tot de dag van vandaag een leidraad is voor een goede omgang met het onroerend erfgoed.    
Jules Destrée zou zich tot aan zijn dood blijven inzetten voor de Waalse zaak. In 1923 verliet hij weliswaar de Assemblée wallonne, waarvan hij in 1912 aan de wieg had gestaan, omdat die te weinig aandacht zou gehad hebben voor de Waalse arbeidersklasse. In 1929 ondertekende hij, samen met Camille Huysmans, het Compromis des Belges. Hierin werd het separatisme veroordeeld, de culturele autonomie van Vlaanderen en Wallonië aanvaard en een grotere autonomie voor gemeenten en provincies voorgesteld. Het compromis kwam tegemoet aan de eis van Destrée om Vlaanderen tweetalig te houden, naast een eentalig Wallonië.
In 1938 werd het Institut Jules Destrée opgericht om de regionale ontwikkeling van Wallonië te bevorderen. Met zijn nalatenschap is een museum in Charleroi opgericht, Musée Jules Destrée, dat geopend werd in 1988.

## Trivia
- Gaston Eyskens zou later de beruchte woorden van Destrée geparafraseerd hebben onder de vorm "Sire, il n'y a plus de Belges" na de eerste stappen in de omvorming van België tot federale staat.
- In 2005 eindigde hij op nummer 162 in de Vlaamse versie van De Grootste Belg, buiten de officiële nominatielijst.
- De Jules Destréestraat in Hoboken werd naar hem vernoemd.